# Archidiocèse de Gênes
L'archidiocèse de Gênes (en latin : Archidioecesis Ianuensis ; en italien : Arcidiocesi di Genova) est un archidiocèse métropolitain de l'Église catholique en Italie appartenant à la région ecclésiastique de Ligurie.

## Territoire
Il est situé sur deux provinces : la plus grande partie est dans la Ville métropolitaine de Gênes, le reste de cette ville métropolitaine est géré par les diocèses de Plaisance-Bobbio, Savone-Noli, Tortone, Chiavari, ces trois derniers étant suffragants de Gênes tout comme les diocèses d'Albenga-Imperia, de La Spezia-Sarzana-Brugnato et de Vintimille-San Remo. Une autre parcelle de l'archidiocèse est sur une partie de la province d'Alexandrie, dont le reste est géré par les diocèses d'Asti, d'Acqui, d'Alexandrie et de Casale Monferrato.
Son territoire est de 967 km2 divisé en 278 paroisses regroupées en 27 archidiaconés. L'archevêché est à Gênes avec la cathédrale saint Laurent ; dans la même ville, l'église della Santissima Annunziata di Portoria (it) garde les reliques de sainte Catherine de Gênes ; l'église Santa Maria di Castello possède le corps du bienheureux Sébastien Maggi; l'église della Santissima Concezione (it) des capucins conserve la châsse de saint François-Marie de Camporosso ; les sœurs de Notre Dame du refuge du Mont Calvaire ont dans leur chapelle le corps de sainte Virginie Centurione Bracelli, qui est leur fondatrice, ainsi que celui de la bienheureuse Marie Repetto, une sœur de la congrégation ; les restes de la bienheureuse Eugénie Ravasco sont dans la chapelle des Filles des Sacrés Cœurs ; le bienheureux Thomas Reggio, archevêque de Gênes, est dans un tombeau de marbre dans la chapelle des sœurs de Sainte Marthe dont il est le fondateur ; enfin, saint Augustin Roscelli, fondateur des sœurs de l'Immaculée Conception de Gênes est dans l'église Santa Maria del Prato (it).
La ville de Gênes a cinq basiliques mineures : Saint François de Paule (it), Notre-Dame du Mont (it) qui surplombe la ville, Sainte Marie de la vigne, Sainte-Marie-Immaculée et Notre-Dame-de-Assomption. Trois autres basiliques se trouvent dans l'archidiocèse : l'Enfant-Jésus à Arenzano qui est un lieu de culte à l'Enfant Jésus de Prague, Notre-Dame-de-Assomption (it) à Camogli et la basilique Notre-Dame de la Garde à Ceranesiconstruite à la suite d'une apparition de la Vierge.

## Histoire
Les origines du christianisme à Gênes et dans son arrière-pays sont incertaines. Une tradition tardive attribue l'évangélisation de la ville à saint Nazaire (it) qui, à son retour des Gaulois où le pape Lin (67-76) l'avait envoyé, s'arrête avec saint Celse à Gênes et y annonce l'évangile. Il est plausible qu'une communauté chrétienne est présente dans la ville avant même l'époque de Constantin Ier en raison des contacts maritimes et terrestres avec les Gaulois et avec Milan. En fait, le diocèse est attesté pour la première fois en 381, lorsque l'évêque Diogène participe au concile d'Aquilée avec saint Ambroise, archevêque de Milan, dont le diocèse génois est suffragant. Pascasio, deuxième évêque génois historiquement documenté, participe au synode de Milan en 451.
En 568, les Lombards, qui pratiquent l'arianisme, occupent Milan. L'archevêque Honoré (it), accompagné de prêtres et de laïcs les plus influents de la ville, s'enfuit et se réfugie à Gênes, qui devient le siège des métropolites milanais jusqu'en 643, lorsque la zone côtière ligure est également occupée par les Lombards. Pendant cette période, qui dure plus de sept ans, les archevêques milanais sont également évêques de Gênes. Le premier évêque génois, après le retour de l'archevêque de Milan sur son siège, est Jean Ier qui prend part au concile de Rome de 680 organisé par le pape Agathon contre le monothélisme.
La chronologie des évêques génois du VIIe siècle au Xe siècle est incertaine. Parmi les évêques du haut Moyen Âge, on peut citer Pierre qui participe au synode milanais en 864 pour la réforme de la discipline ecclésiastique ; Sabbatin qui accueille le pape Jean VIII à Gênes ; Théodolphe, qui restaure de nombreuses églises dans la seconde moitié du IXe siècle après le pillage subi par les Arabes ; il crée aussi un groupe de clercs qui l'aide à prendre soin des âmes et dont dérive le chapitre, et fonde le premier monastère bénédictin génois. Au début du XIe siècle, l'évêque Landolf procède à la translation des reliques de saint Syr dans l'église saint Laurent, qui à l'époque de son prédécesseur est devenue la nouvelle cathédrale du diocèse, consacrée par le pape Gélase II en 1118.
Gênes est élevé au rang d'archidiocèse métropolitain le 19 mars 1133 par la bulle Iustus Dominus du pape Innocent II avec comme suffragants les diocèses Corse de Mariana, Nebbio et Accia ; et les diocèses continentaux de Bobbio et Brugnato. Entre le XIIe siècle et le XIIIe siècle, le diocèse d'Albenga et le nouveau diocèse de Noli sont agrégés à la province ecclésiastique génoise. En 1163, l'archevêque Ugone della Volta reçoit le titre de légat transmarin du pape Alexandre III. Après le quatrième concile du Latran de 1215, on célèbre le premier synode à Gênes en présence des évêques suffragants. Le territoire diocésain est organisé en piève, dont dépendent de nombreuses chapelles rurales, puis organisées en paroisses. Entre 1200 et 1300, le désir de prévalence et d'autonomie du chapitre de la cathédrale conduit à des conflits avec les archevêques ; de plus, les désaccords internes du chapitre causent souvent l'intervention du Saint-Siège dans les nominations épiscopales.
Parmi les archevêques de cette période, on peut citer particulièrement Jacques de Voragine (1292-1298), érudit dominicain, écrivain ecclésiastique, vénéré comme bienheureux après sa mort. Guido Scetten (1358-1368), homme de culture, ami de Pétrarque, est responsable de la fondation de l'abbaye de la Cervara où le pape Grégoire XI est accueilli lors du retour de la curie ppontificale d'Avignon à Rome. La célébration d'un synode de réforme et de réorganisation de l'église génoise est due à l'archevêque Andrea della Torre (1368-1377), qui touche les sacrements, la liturgie, la moralité avec l'introduction de normes contre l'usure.
Au XVe siècle, les contrastes entre l'autorité civile et ecclésiastique génoise s'accentuent. Dans le schisme occidental, l'Église génoise reste fidèle à la papauté de Rome, mais cette fidélité est compromise par la soumission de Gênes à la France (1396-1409), fidèle au pape d'Avignon. L'antipape Benoît XIII reste dans la ville et l'archevêque Pileo de Marini (1400-1429) le rejoint. Il n'est pas rare que les autorités de la ville interviennent pour forcer la main à la nomination des prélats, ce qui a pour conséquence qu'ils ne sont souvent pas à la hauteur du poste.
L'étendue exacte de l'archidiocèse n'est pas claire. Au XIIe siècle, le fleuve Lerone (it) sépare Gênes du diocèse de Savone ; l'arrière-pays est probablement délimité par le bassin versant des Apennins. Du XIIe siècle au XVe siècle, des modifications territoriales sont apportées, sanctionnées par les papes ; en 1133, certaines paroisses du Val Petronio (it) et du haut Val di Vara (it) sont cédées au diocèse de Brugnato ; en 1162, les paroisses de Porto Venere, auparavant dépendant de Luni (it), et le monastère de l'île Gallinara qui était sous juridiction d'Albenga, passent à l'archidiocèse génois qui, à la fin du XIIe siècle, a également le contrôle de Bonifacio et de quelques autres îles adjacentes, au sud de la Corse ; en 1248, Gênes s'agrandit avec cinq paroisses prises dans le diocèse de Tortone ; enfin, en 1430, l'île de Capraia est également attribuée à l'archidiocèse.
Le protestantisme n'a aucun effet à Gênes, bien que la nécessité de réformer la vie et les structures ecclésiales est forte. Les évêques du début du XVIe siècle ne sont intéressés par aucun changement ; parmi ceux-ci en particulier le cardinal Innocent Cybo, archevêque pendant trente ans (1520-1550) qui se distingue par son absence et son manque d'intérêt. Dans la seconde moitié du XVIe siècle, des réformes commencent, voulues et établies par le concile de Trente. En 1574, Cipriano Pallavicino organise un synode provincial, où la superstition et la corruption sont principalement combattues ; en 1582, une visite apostolique, demandée par le pape Grégoire XIII, met en évidence les carences et les dysfonctionnements de l'organisation diocésaine ; entre 1588 et 1619, trois synodes diocésains sont célébrés pour la réforme de la vie ecclésiastique ; la réforme des anciens instituts religieux présents dans l'archidiocèse et l'introduction de nouveaux ordres et congrégations, y compris les carmes déchaux de sainte Thérèse d'Avila et les jésuites, sont importantes.
Une grande figure au XVIIe siècle est celle de Stefano Durazzo (1635-1664) dont le travail se concentre essentiellement sur quatre points: l'évangélisation de la ville, des villages côtiers et de l'arrière-pays ; réforme du clergé et du séminaire ; action de bienfaisance, en particulier pendant la période de peste ; l'accroissement et l'éducation de la piété populaire avec la tentative de réguler l'activité des confréries. Les œuvres qu'il met en place sont nombreuses, il fait deux fois une visite pastorale de l'archidiocèse ; fonde l'institut des missionnaires urbains ; célèbre un synode en 1643 ; fonde un nouveau séminaire en 1656 et 34 nouvelles paroisses ; institue des missions populaires et confie la formation des clercs à la congrégation de la Mission.
Au début du XVIIIe siècle, l'archidiocèse compte environ trois cents paroisses dont trois sont situés en dehors du territoire diocésain : Portovenere, Bonifacio en Corse et Tabarka en Tunisie. Parmi les archevêques du XVIIIe siècle, Giuseppe Maria Saporiti (1746-1767) est particulièrement connue, il est le premier à écrire des lettres pastorales ; il voit la formation des prêtres de son archidiocèse à travers une spiritualité d'inspiration française plus attentive et publie le premier catéchisme de l'Église génoise. À la fin du XVIIIe siècle, les diocèses de Savone, Albenga, Vintimille et Tortone sont affectés à la province ecclésiastique génoise. Pendant une certaine période, au début du XIXe siècle, le diocèse de Nice fait également partie de la métropole de Gênes. Enfin, à la fin du siècle, le diocèse de Chiavari devient suffragant du siège génois. Lors de la période d'occupation française de la république de Gênes, l'archevêque Giovanni Lercari est exilé ; son successeur est Giuseppe Spina, qui prend part au régime concordataire français de 1801. À la suite de sa politique pro-bonapartiste, il fait amende honorable dans la cathédrale le 8 décembre 1814.
Au XIXe siècle, les archevêques génois s'engagent principalement dans la revitalisation du diocèse, avec la convocation de synodes et de visites pastorales, tout en recherchant une conciliation entre les catholiques intransigeants, qui à Gênes avaient leur propre quotidien, "Le catholique" , et les catholiques plus ouvertement libéraux ; et essayent d'atténuer la controverse entre les mouvements cléricaux et anticléricaux. Sous l'épiscopat d'André Charvaz, les œuvres caritatives s'intensifient, la fondation d'écoles catholiques d'enseignement primaire et professionnel, la création d'un séminaire diocésain pour les missions étrangères. La fin du siècle voit deux grands évêques à Gênes. Salvatore Magnasco, qui participe au Concile Vatican I, fait reconstruire le sanctuaire de la Madone de la Garde, favorise grandement la presse catholique, et publie un catéchisme pour les enfants. Il est remplacé par le bienheureux Tommaso Reggio, politiquement plus conciliant et en faveur d'un rapprochement entre l'État et l'Église, qui se distingue par la création de nombreuses paroisses, par la célébration d'un synode diocésain (1896) et visite deux fois son archidiocèse.
Dans la crise moderniste du début du XXe siècle, le barnabite génois Giovanni Semeria est injustement accusé, et l'archevêque Edoardo Pulciano est également critiqué pour sa faiblesse face aux modernistes ; homme austère et intransigeant, il fonde de nouvelles paroisses et surtout la revue diocésaine. Après sa mort, une période de crise s'ouvre pour l'archidiocèse avec des répercussions politiques au niveau national. En fait, l'archevêque Andrea Caron, dont la nomination est dans une politique anti-moderniste, se voit refuser l'exequatur gouvernemental et ne peut jamais prendre possession du siège génois ; l'archidiocèse est en fait dirigé par le vicaire général Giacomo De Amicis, à qui il est notifié en 1912, un interdit d'administrer les confirmations et conférer les ordres sacrés sur tout le territoire diocésain. Du 5 au 9 septembre 1923, Gênes accueille le septième congrès eucharistique national italien, auquel participe le cardinal Gaetano De Lai en tant que légat du pape.
Pendant la période fasciste, le cardinal Carlo Dalmazio Minoretti apparaît comme un évêque social et antifasciste. Il réorganise les paroisses du centre historique et en fonde de nouvelles, travaille pour la fonction sociale de la paroisse, avec des théâtres, des oratoires, des clubs ; il travaille pour le développement de l'action catholique et de la fédération des universitaires catholiques italiens ; pendant ce temps, d'importantes personnalités de la vie ecclésiale italienne d'après-guerre se forment au séminaire de l'archevêque : Giacomo Lercaro, Emilio Guano, Giuseppe Siri, Franco Costa. Pietro Boetto, dans les années difficiles de la Seconde Guerre mondiale, organise le secours matériel, reçoit des réfugiés et cache des Juifs dans son palais épiscopal ; cela lui vaut le titre de « défenseur de la ville » par les autorités civiles de la ville. L'après-guerre est marquée par l'épiscopat de Giuseppe Siri, archevêque pendant plus de quarante ans.
Le 7 octobre 1975, la paroisse de Capraia Isola est cédée au diocèse de Livourne avec effet au 1er janvier 1977. L'archidiocèse de Gênes est uni le 30 septembre 1986 au diocèse de Bobbio, en vertu du décret Instantibus votis de la congrégation pour les évêques ; la pleine union conduit à la création de l'archidiocèse de Gênes-Bobbio. Dès 1973, l'archevêque de Gênes est administrateur apostolique du siège de Bobbio. Avec cette union, l'archidiocèse est étendu territorialement jusqu'aux provinces de Pavie et Parme. Mais du point de vue pastoral cette union n'est pas très heureuse. En effet, le 16 septembre 1989, avec le décret Pastoralis collocatio de la même congrégation pour les évêques, les territoires de l'ancien diocèse de Bobbio sont séparés de l'archidiocèse de Gênes-Bobbio et unis à Plaisance pour former le diocèse de Piacenza-Bobbio. En même temps, l'archidiocèse de Gênes reprend son nom primitif. Du 15 au 18 septembre 2016, il est de nouveau le siège du congrès eucharistique national italien auquel participe Mgr Angelo Bagnasco, archevêque de Gênes et légat du pape pour ce congrès.

## Sources
- (en) Catholic-Hierarchy
- (en) GCatholic